# Regering van Nationale Eenheid (Luxemburg)
De Regering van Nationale Eenheid was van 24 februari 1916 tot 19 juni 1917 aan de macht in het Groothertogdom Luxemburg.

## Voorspel
Op 2 augustus 1914, tijdens de Eerste Wereldoorlog, werd Luxemburg bezet door Duitsland. De Luxemburgse regering onder groothertogin Maria Adelheid en President van de Regering Paul Eyschen bleef echter - met instemming van de Duitsers - aan. Premier Eyschen overleed op 12 oktober 1915. Groothertogin Maria Adelheid benoemde Mathias Mongenast, tot dan toe directeur-generaal (dat wil zeggen minister) van Financiën, tot diens opvolger. Premier Mongenast en de groothertogin raakten echter in conflict omdat de groothertogin tegen de voorgestelde benoeming van professor Édouard Oster tot directeur van de École Normale was gekant. Mongenast werd hierdoor vervangen (6 november 1915) door Hubert Loutsch, een gematigde conservatief. Het kabinet-Loutsch bestond uitsluitend (met uitzondering van de premier die partijloos was) uit leden van de rooms-katholieke Parti de la Droite (Rechtse Partij). De Kamer van Afgevaardigden, in de meerderheid bestaande uit liberalen (zowel partijloze liberalen als leden van de Ligue Libérale), stemde tegen de regering toen deze zich op november 1915 aan de Kamer presenteerde. In totaal stemden 32 Kamerleden tegen de regering en 20 vóór. De groothertogin ontbond hierop de Kamer en schreef nieuwe verkiezingen uit die eind december 1915 werden gehouden. De groothertogin hoopte dat de kiezers de Parti de la Droite (PD) zouden steunden. De verkiezingen werden weliswaar gewonnen door de PD, maar zij verkreeg niet de meerderheid in de Kamer. De regering werd op 11 januari 1916 aan de nieuwe Kamer gepresenteerd, maar ook nu sprak de Kamer haar wantrouwen uit tegen de regering. In totaal stemden 26 Kamerleden tegen en 25 vóór. Loutsch diende nog dezelfde dag het ontslag van zijn regering in bij de groothertogin.

## Regering van Nationale Eenheid
Groothertogin Maria Adelheid benoemde Victor Thorn, een partijloos politicus met liberale sympathieën tot formateur. Thorn formeerde een kabinet bestaande uit twee leden van de PD, één lid van de Ligue Libérale (Liberale Liga) en een lid van de Sozialdemokratesch Partei vu Lëtzebuerg (Sociaaldemocratische Partij van Luxemburg). Op 24 februari 1916 werd Thorn premier (President van de Regering) van de "Regering van Nationale Eenheid."
Een van de voornaamste ministers in het kabinet, de socialist Michel Welter, de directeur-generaal (dat wil zeggen minister) van Landbouw, Industrie en Handel, verkreeg een sleutelpositie in de regering. Hij moest namelijk de nieuwe levensmiddelenpolitiek uitvoeren. Als gevolg van de oorlog dreigde er een voedseltekort en de regering stelde voedselrantsoenen in. Zo werden er o.a. bonkaarten verspreid. De maatregelen van de regering waren impopulair en de bevolking werd onrustig en de zwarte markt floreerde. Minister Welter werd ervan beschuldigd het beleid niet goed uit te dragen en ook de Kamer keerde zich tegen de levensmiddelenpolitiek. Op 23 december 1916 stuurde de regering de minister naar huis. Premier Thorn was ontevreden over de actie van de Kamer, omdat de maatregel de coalitie ondermijnde. Welter was immers de enige socialist in de regering. Uiteindelijk kwam men met een oplossing toen Ernest Leclère, een lid van de sociaaldemocratische SPL, werd Welter's opvolger.

## Val van de regering
De vervanging van Welter door Leclère nam de onrust bij de bevolking niet weg. Als teken van protest stemden de inwoners van Esch-sur-Alzette bij de gemeenteraadsverkiezingen in maart 1917 vooral op partijloze kandidaten en tegenstanders van de Regering van Nationale Eenheid. Begin juni 1917 brak er een algemene (mijnwerkers)staking uit. Ongeveer 10.000 mensen staakten tegen het overheidsbeleid. De arbeiders eisten een loonsverhoging. Deze eis was begrijpelijk, daar de arbeiders het geld nodig hadden om de sterk in prijs gestegen levensmiddelen te kunnen aanschaffen. De Duitse bezetter was bang dat de staking uit de hand zou lopen. Duitse militairen bezetten daarop de belangrijkste industriële complexen, waaronder de hoogovens te Esch-sur-Alzette en Differdange - waar de Duitse militairen machinegeweren plaatsten - en aan de staking kwam een einde. Ofschoon de regering de Duitsers niet had gevraagd om in te grijpen, was haar positie onhoudbaar geworden en de regering diende haar ontslag in op 19 juni. Zij was er immers niet in geslaagd zelf een einde te maken aan de staking.

## Nasleep
De groothertogin benoemde de 47-jarige Léon Kauffman van de PD tot premier van een coalitie van de PD en de LL. Ook deze regering hield het niet lang uit en op 28 september 1918 werden Kauffman en diens ministers vervangen door een regering onder Émile Reuter. Reuter was eveneens afkomstig uit de PD.

## Samenstelling
| Persoon | Persoon                                         | Ambt | Partij                |
| ------- | ----------------------------------------------- | --- | --------------------- |
|         | H.K.H. Maria Adelheid van Luxemburg             | groothertogin                                                                                           |                       |
|         | Victor Thorn                                    | President van de Regering, directeur-generaal van Buitenlandse Zaken en directeur-generaal van Justitie | partijloos (liberaal) |
|         | Michel Welter; sinds 23-12-1916: Ernest Leclère | directeur-generaal van Landbouw, Industrie en Handel                                                    | SPL                   |
|         | Léon Kauffman                                   | directeur-generaal van Financiën                                                                        | PD                    |
|         | Léon Moutrier                                   | directeur-generaal van Binnenlandse Zaken en Openbaar Onderwijs                                         | LL                    |
|         | Antoine Lefort                                  | directeur-generaal van Openbare Werken                                                                  | PD                    |

## Verwijzingen
1. ↑  Tatsachen aus der Geschichte der Luxemburger Landes, door: Dr. P.J. Muller (1968), blz. 343
2. ↑  Tatsachen aus der Geschichte der Luxemburger Landes, door: Dr. P.J. Muller (1968), blz. 344
3. ↑  Tatsachen aus der Geschichte der Luxemburger Landes, door: Dr. P.J. Muller (1968), blz. 346
4. ↑  Tatsachen aus der Geschichte der Luxemburger Landes, door: Dr. P.J. Muller (1968), blz. 347

## Bron
- Tatsachen aus der Geschichte des Luxemburger Landes, door: Dr. P.J. Muller (1968), blz. 340 t/m 357